# Sutton, London
Sutton är en ort i Storbritannien. Den ligger i grevskapet Greater London och riksdelen England, i den södra delen av landet, 18 km söder om huvudstaden London. Sutton ligger 83 meter över havet och antalet invånare är 187 600. Orten är centrum i kommunen London Borough of Sutton.
Terrängen runt Sutton är lite kuperad. Runt Sutton är det mycket tätbefolkat, med 4 188 invånare per kvadratkilometer. Närmaste större samhälle är London, 18,3 km norr om Sutton. Runt Sutton är det i huvudsak tätbebyggt.
Kustklimat råder i trakten. Årsmedeltemperaturen i trakten är 10 °C. Den varmaste månaden är juli, då medeltemperaturen är 19 °C, och den kallaste är februari, med 1 °C.